# (1275) Cimbria
(1275) Cimbria ist ein Asteroid des Hauptgürtels, der am 30. November 1932 vom deutschen Astronomen Karl Wilhelm Reinmuth in Heidelberg entdeckt wurde.
Der Name des Asteroiden ist vom Volksstamm der Kimbern abgeleitet.